# Leptogaster atridorsalis
Leptogaster atridorsalis là một loài ruồi trong họ Asilidae. Leptogaster atridorsalis được Back miêu tả năm 1909. Loài này phân bố ở vùng Tân Bắc giới.